# 資中龍屬
資中龍屬（屬名：Zizhongosaurus）是種原始蜥腳下目恐龍，生存於侏儸紀早期的中國。資中龍的大體型植食性恐龍，擁有長頸部。
模式種是 船城資中龍（Z. chuanchengensis），是由董枝明等人在1983年所敘述、命名。化石發現於中國四川省資中縣。全模標本包含：一節部分背部背椎（編號V9067.1）、肱骨（編號V9067.2）、以及恥骨（編號V9067.3）。這三個標本可能都來自於同一個體。
在1999年的一份期刊，李奎使用黃石版資中龍（Z. huangshibanensis）這名稱但之後沒有經過正式研究、命名，目前是個無資格名稱。
資中龍最初被歸類於鯨龍科。之後被歸類於火山齒龍科。資中龍目前長被認為是疑名。